# Emulsión de Pickering
La emulsión de Pickering (denominada también estabilización de Pickering) es un fenómeno de estabilización de emulsiones descubierto por el químico británico P. S. Pickering en 1907. La idea de Pickering fue la de emplear partículas sólidas como agentes surfactantes. La emulsión Pickering, mediante el uso de pequeñas partículas, posee un efecto final de estabilización de emulsiones.

## Descripción del fenómeno
Al mezclar aceite y agua, por ejemplo, las pequeñas gotas de aceite dispersas suelen coalescer disminuyendo la cantidad de energía total de la mezcla. De esta forma se suele decir que la emulsión es inestable, causando al final la separación de los dos líquidos. Sin embargo al añadir partículas a la mezcla emulsionada, éstas prevendrán que las gotas coalescezcan haciendo que la mezcla sea mucho más estable. 